# 貝勒斯敦 (伊利諾伊州)
貝勒斯敦（英語：Baylestown）是位於美國伊利諾伊州馬庫平縣的一個非建制地區。該地的面積和人口皆未知。

## 地理
貝勒斯敦的座標為39°05′29″N 90°52′46″W / 39.09139°N 90.87944°W，而該地的平均海拔高度為198米（即650英尺）。